# Olifants
Olifants – rzeka w Republice Południowej Afryki i Mozambiku. Długość 560 km, powierzchnia dorzecza 3,9 tysięcy km². Wypływa w górach Witwatersrand. Uchodzi do rzeki Limpopo.

## Dopływy
Największymi dopływami rzeki Olifants są: Letaba i Steelpoort. Pozostałe dopływy to: Blyde, Moses, Spekboom, Timbavati, Nkumpi, Ga-Selati, Klaserie, Makhutswi i Mohlapitse.

## Tamy
W zlewni rzeki Olifants znajduje się trzydzieści wielkich zapór, do których należą:

### W Republice Południowej Afryki
- Witbank
- Rhenosterkop na rzece Elands
- Rust de Winter
- Blyderivierspoort
- Loskop
- Middelburg na rzece Klein Olifants
- Ohrigstad
- Do Hoop
- Arabie
- Phalaborwa

### W Mozambiku
- Massingir